# Estadio Olímpico Universitario
Das Estadio Olímpico Universitario ist ein Fußballstadion mit Leichtathletikanlage in der mexikanischen Hauptstadt Mexiko-Stadt. Es war unter anderem Austragungsort der Olympischen Sommerspiele 1968 und der Fußball-Weltmeisterschaft 1986.

## Geschichte
Das Estadio Olímpico Universitario wurde Anfang der 1950er Jahre von den Architekten Augusto Pérez Palacios, Raúl Salinas Moro und Jorge Bravo Jiménez entworfen und in den Jahren 1950 bis 1952 erbaut. Am 29. November 1952 wurde die Anlage eingeweiht. Damals war es mit etwa 72.000 Plätzen das größte Stadion Mexikos. Die Stadionmauer um das im Stil eines Vulkankraters errichtete Stadion sollte durch ein Mosaik von Diego Rivera verziert werden. Diese Arbeit konnte aber nur zu einem Bruchteil fertiggestellt werden. Der mexikanische Fußballverein UNAM Pumas und die American-Football-Mannschaft Pumas Dorados UNAM tragen ihre Heimspiele im auf dem Gelände der National-Universität (UNAM, Universidad Nacional Autónoma de México) gelegenen Stadion aus.
2007 wurde das Stadion mit weiteren Gebäuden auf dem Campus der Universidad Nacional Autónoma de México (UNAM) in die Liste des UNESCO-Weltkulturerbes aufgenommen. Das Stadion bietet derzeit Platz für 63.186 Zuschauern, davon sind 61.000 normale Sitzplätze, 1.494 V.I.P.-Plätze und 692 Business-Sitze.

## Olympische Sommerspiele 1968
1968 fanden die Olympischen Sommerspiele in Mexiko-Stadt statt. Für die Eröffnungs- und Schlussfeier sowie die Wettbewerbe der Leichtathletik und Fußball sowie als Ziel des Marathonlaufs wurde das Estadio Olímpico Universitario genutzt. Für das Großereignis wurde das Stadionrund auf 83.700 Plätze erweitert. Im Vorfeld der Olympischen Spiele war es in Mexiko wie auch in anderen Ländern wie der Tschechoslowakei mit dem so genannten Prager Frühling zu Ausschreitungen gekommen. Mexikos Präsident Gustavo Díaz Ordaz hatte die Unruhen in Mexiko-Stadt auf der Plaza de Tlatelolco mit Panzern und Geheimpolizei brutal niederschlagen lassen. Eine andere Bewegung in den Sechzigerjahren war die Bürgerrechtsbewegung, in der in den USA Afroamerikaner um ihre Gleichberechtigung kämpften. Durch den Bürgerrechtler Malcolm X wurde Mitte der 60er die Black-Power-Bewegung ins Leben gerufen, die verbunden mit den zuvor nicht vorhandenen Erfolgen der Bürgerrechtsbewegung unter den Prinzipien Martin Luther Kings eine Art afroamerikanischen Nationalismus verbreitete. Das Symbol von Black Power war eine in die Luft gestreckte, zur Faust geballte, Hand mit schwarzem Handschuh. Nachdem die beiden afroamerikanischen Sprinter Tommie Smith und John Carlos das Rennen über die 200 Meter mit einem Doppelsieg für die Vereinigten Staaten gewannen, zelebrierten sie bei der Siegerehrung eben jenes Ritual. Das Internationale Olympische Komitee stellte den amerikanischen Verband vor die Entscheidung, entweder die beiden Athleten von Olympia zurückzuziehen oder die ganze US-amerikanische Mannschaft von allen Wettbewerben freizustellen, woraufhin sich der Verband für Ersteres entschied.
Bei den Olympischen Spielen von 1968 stellte die Mannschaft der Vereinigten Staaten von Amerika die im Medaillenspiegel am meisten vertretene Mannschaft. Zweiter wurde „Klassenfeind“ Sowjetunion. Zum ersten Mal bei Olympischen Spielen fielen 1968 auch afrikanische Nationen besonders auf. So stellte Kenia mit Kipchoge Keino, Naftali Temu und Amos Biwott drei Olympiasieger, Äthiopien mit Mamo Wolde und Tunesien mit Mohamed Gammoudi je einen Gewinner des jeweiligen Wettbewerbs. Die beiden deutschen Staaten traten diesmal nicht wie 1956 und 1964 als gesamtdeutsches Team an, sondern starteten getrennt. Dabei war die Anzahl der Goldmedaillen für die DDR mit neun größer als die der BRD mit fünf. Ein weiteres Merkmal der Spiele von Mexiko war das erstmalige Vorhandensein einer Tartanbahn zur Austragung der Laufwettbewerbe.
Die herausragende Leistung dieser Spiele war der „Sprung ins 21. Jahrhundert“ von Bob Beamon, der im Weitsprung mit 8,90 m einen neuen Weltrekord aufstellte, was eine Verbesserung des alten Weltrekords um 55 cm bedeutete. Auf Grund der Tatsache, dass diese Weite durch die Höhe und den damit verbundenen geringeren Luftwiderstand begünstigt war und eine annähernde Weite über Jahre nicht erreicht wurde, nahm man an, dass dieser Rekord ewig bestehen würde. Erst Mike Powell übertraf mit 8,95 Meter am 30. August 1991 im Weitsprung-Endkampf bei den Weltmeisterschaften 1991 in Tokio diesen Rekord.
Noch nachhaltiger für die weitere Entwicklung einer Sportart war eine in diesem Stadion erstmals einer größeren Öffentlichkeit präsentierte neue Sprungtechnik im Hochsprung: Dick Fosbury revolutionierte den Hochsprung durch den von ihm kreierten Fosbury-Flop, der den damals praktizierten Straddle-Stil nach und nach ablöste.

## Galerie

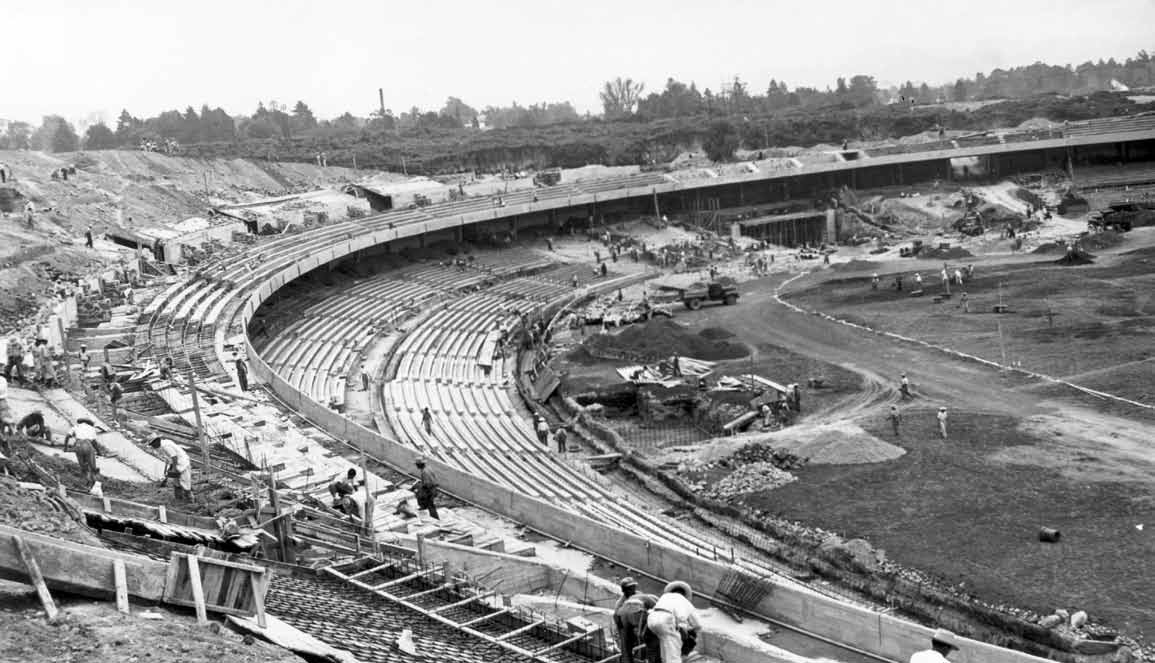
Bau des Stadions
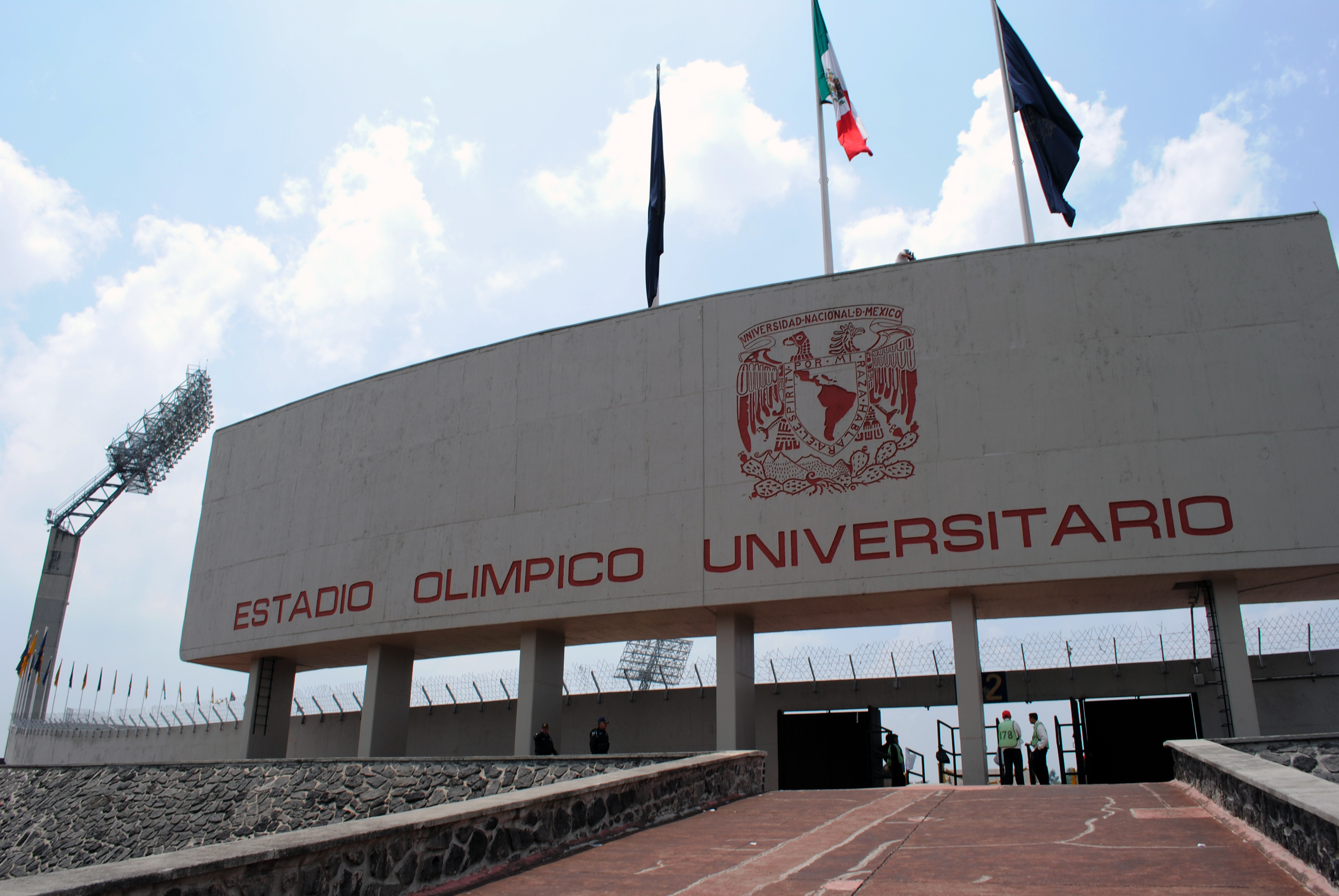
Eingangsbereich
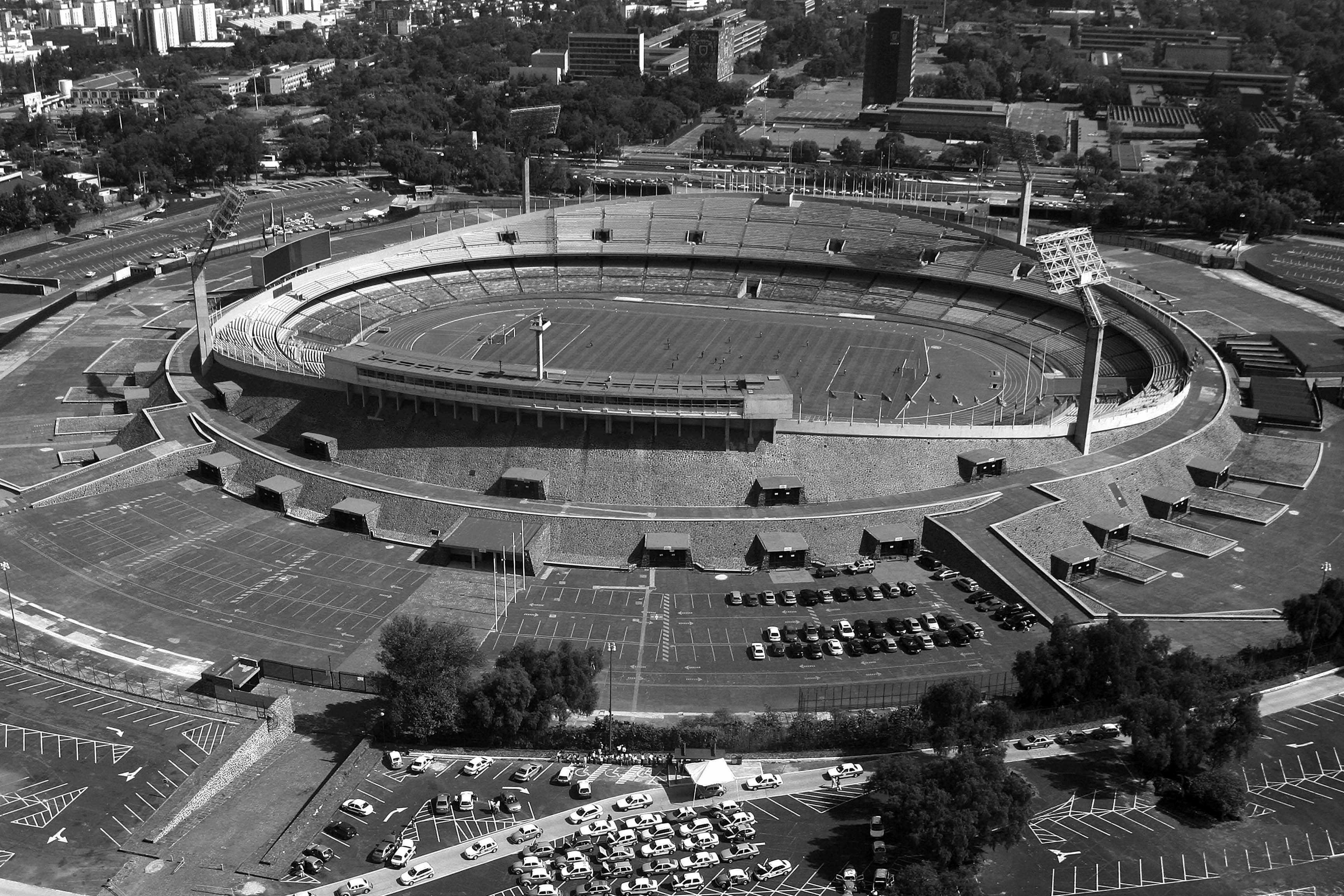
Das Stadion von oben
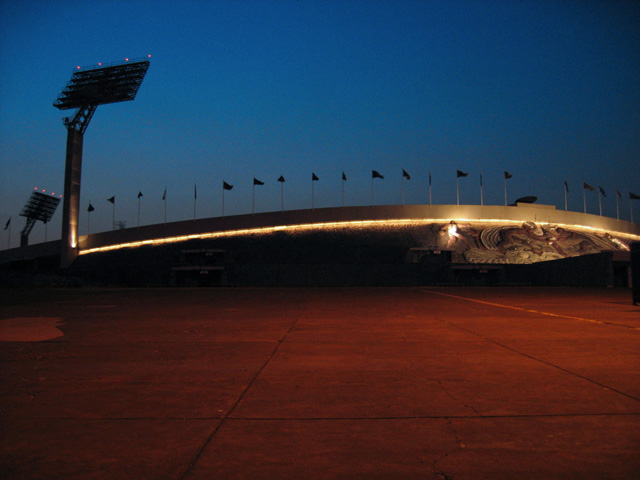
Das Olympiastadion in der Dämmerung
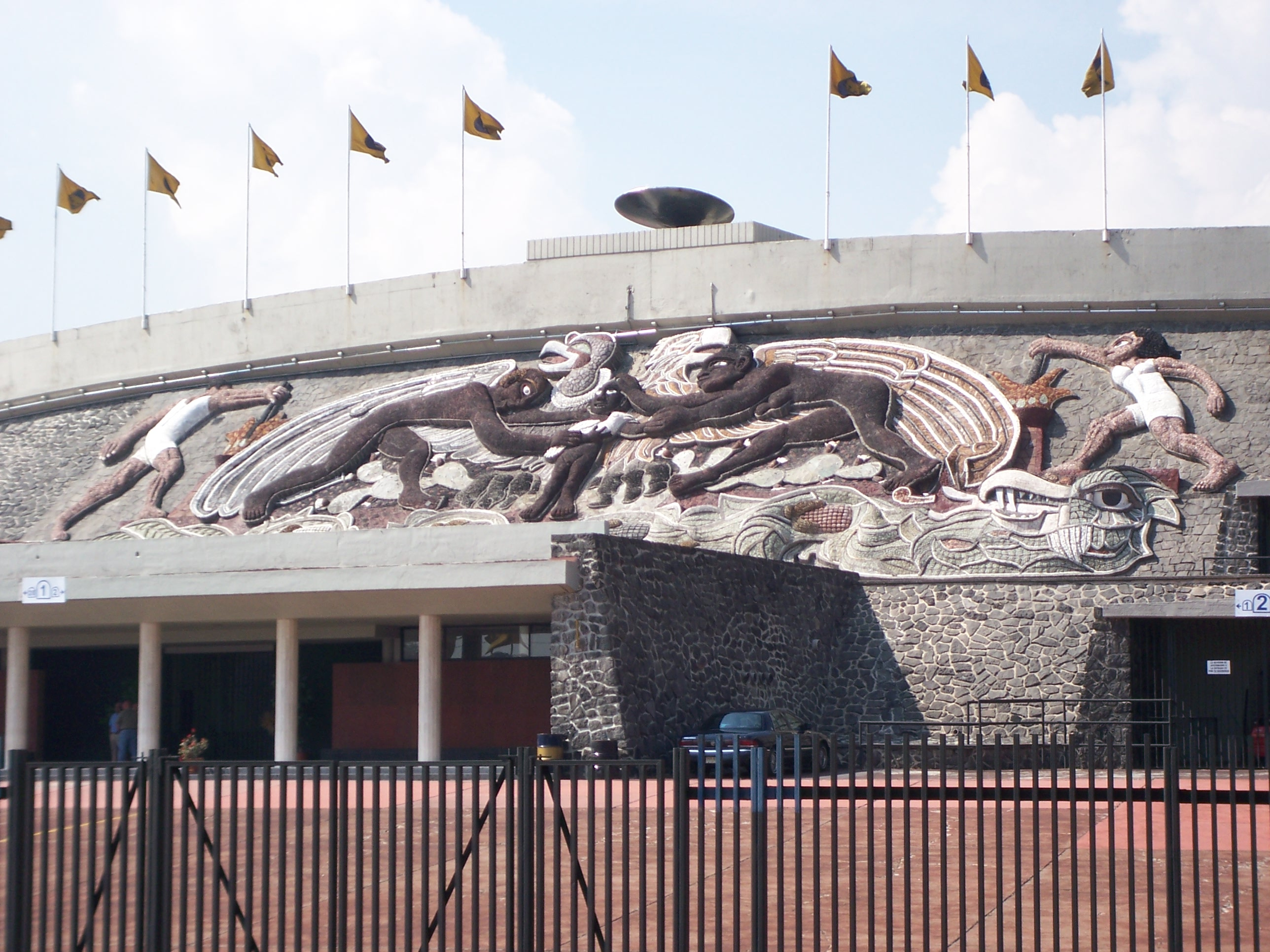
Mosaik auf der Stadionmauer
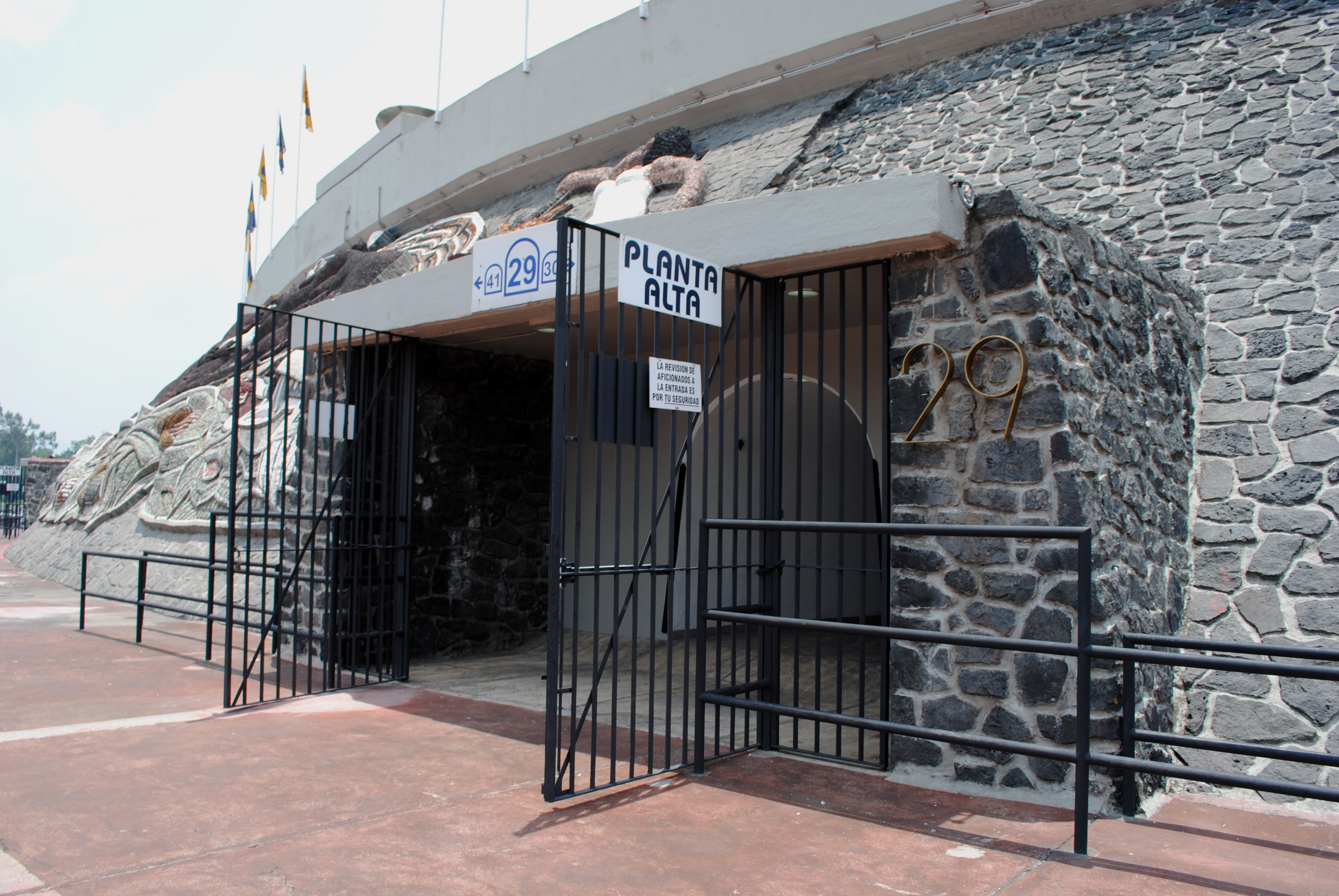
Eingang zu Tunnel 29
- Überflugvideo über das Stadion.